# Dévadaha
Dévadaha sákja település volt a mai Nepál Rupandehi körzetében. A történelmi Buddha is megfordult ezen a helyen, ahol különböző témákban tartott beszédeket a szerzetesek számára. A buddhista szövegmagyarázatok  szerint ezen a helyen született Buddha édesanyja (Májá), a nevelőanyja (Mahá Padzsápatí Gótamí és a női kísérőik (kóliják), akik a kapilavasztui sákjákhoz mentek feleségül.
Dévdaha település Rupandehi körzetben Butval várostól keletre. A közelben található egy Pakari Briksja nevű történelmi, kislevelű fikusz, amelynek a törzsének az átmérője 16 - 20 méter.

## A név eredete
A 'Dévadaha' név eredetileg egy tavat jelölt, amelyet vagy azért neveztek így mert a királyok ott sportoltak (páli: devá vuccsanti rádzsáno teszam mangaladaho), vagy azért, mert természetes módon alakult ki, tehát isteni (páli: szajanydzsáto vá szo daho, taszmá pi Devadaho). A közeli falu pedig a tóról kapta a nevét. A tibeti buddhista kánon Kandzsúr részéhez tartozó Dulva szerint a települést a kapilavasztui sákják alapították, amikor megnőtt a népességük. A helyet egy déva jelölte ki és innen kapta a nevét a város.

## Dévdaha park
Buddha Devdaha területén: Sziddhártha herceg Lumbiniben született, amikor édesanyja Májá útban volt Devdaha felé. Májá hat nappal Sziddhártha születése után meghalt. A herceget Májá testvére, Mahá Padzsápatí Gótamí nevelte fel. Gyermekkorában Sziddhártha folyton Devdahába kívánt menni. Célba-lövő versenyek alkalmával itt bizonyította rendkívüli képességeit, Jasodará esküvőjén. Sikerült átlőnie a nyílvesszőt hét tamarindusz fán. Megvilágosodása után hét évvel ismét ellátogatott Devdahába, ahol szívélyesen fogadták őt az emberek.
A park ma Devdaha keleti városkapujánál található hatalmas kerttel és egy pagodával. Áll itt egy több mint két méteres Buddha-szobor és egy aranyozott Száriputta szobor is. A park a béke szimbóluma a városban.